# 마테 (음료)
마테(스페인어: mate, 브라질 포르투갈어: mate 마치), 시마항(포르투갈어: chimarrão), 또는 카아으(과라니어: ka'ay)는 마테나무 잎을 우려 만든 음료이다. 남아메리카 원주민인 투피·과라니인들의 전통 음료이며, 아르헨티나, 우루과이, 파라과이 및 브라질 남부, 칠레 남부 지역과 볼리비아 차코 지역 등 남아메리카에서 즐겨 마신다. 서남아시아의 시리아와 레바논에서도 인기 있는 음료이다.

## 이름
"마테"는 스페인어 "마테(mate)"를 음차한 외래어이다. 브라질 포르투갈어식 발음은 "마치(mate)"이다. 어원은 "박"을 뜻하는 케추아어 "마테(matí)"이며, 스페인어 "마테"는 음료와 음료를 담는 박 용기를 모두 일컫는다.
포르투갈어 "시마항(chimarrão)"의 어원은 "야생의"라는 뜻의 스페인어 "시마론(cimarrón)"이다. 리오플라텐세 스페인어 낱말이 브라질 남부에 수입되어 "시마항"이 되었다.
과라니어 "카아으(ka'ay)"는 "허브"를 뜻하는 "카아(ka'a)"와 "물"을 뜻하는 "으(y)"가 합쳐진 말이다.
그 외에 스페인어권에서는 마테를 "파라과이 차"라는 뜻의 "테 델 파라과이(té del Paraguay)"나 "녹색 금"이라는 뜻의 "오로 베르데(oro verde)" 등으로 부르기도 한다.

## 종류
- 쓴 마테(스페인어: mate amargo 마테 아마르고[*], 포르투갈어: chimarrão 시마항[*]): 볼리비아, 브라질, 아르헨티나, 우루과이, 파라과이에서 가장 흔히 마시는 기본적인 형태의 마테 음료이다.
- 단 마테(스페인어: mate dulce 마테 둘세[*], 브라질 포르투갈어: mate doce 마치 도시): 설탕 등 감미료를 타 달게 만든 마테이다. 볼리비아, 아르헨티나, 칠레 일부 지역에서 흔히 마신다. 파라과이에서는 감미료로 스테비아를 쓴다.
- 밀크 마테(스페인어: mate de leche 마테 데 레체[*], mate dulce 마테 둘세[*], mate de coco 마테 데 코코[*], 과라니어: ka'ay he'ẽ 카아으 헤엥): 우유와 설탕을 넣어 만든 마테이다. 파라과이에서 "마테 둘세"가 이 음료를 가리킨다. 코코넛을 갈아넣기 때문에 "마테 데 코코"로도 부른다.
- 마테차(스페인어: mate cocido 마테 코시도[*] 브라질 포르투갈어: chá mate 샤 마치): 마테 잎을 물에 넣고 끓인 다음 체나 거름종이에 여과시켜 낸다. 볼리비아, 브라질, 우루과이, 아르헨티나, 파라과이에서 즐겨 마시며, 티백 제품이 흔히 생산·소비된다.
- 테레레(스페인어·포르투갈어: tereré, 과라니어: terere): 마테 잎을 얼음물에 우려 만들며, 허브를 함께 우리기도 한다. 파라과이 및 인접한 브라질·아르헨티나 지역에서 흔히 마신다.

## 만들기
수확기인 가을과 겨울에 어린잎과 말단의 싹을 수확한다.
마테를 만들기 위한 잎의 건조 방법은 지역에 따라 다르게 나타난다. 브라질에서는 예열단계에서 줄기에 잎이 달려있는 그대로 1.8m2 넓이의 땅 위에 놓고 땅 주위로 불을 지핀다. 그 다음에 그 가지를 아치 모양으로 세워서 열기를 받아 건조 시킨다. 건조된 잎들은 땅속 구멍에 놓고 빻는데 이때 만들어지는 거친 가루를 카 가주 또는 예르바 두 폴루스라고 부른다. 파라과이와 아르헨티나 일부 지역에서는 불을 쬐기 전에 중앙맥을 제거하여 마테나무를 만드는데 이를 카미리라고 한다. 파라과이산(産) 마테 중 카쿠이스는 잎눈으로 만든 것이다. 최근에는 중국의 차잎 건조법과 비슷하게 커다란 주철 냄비에 넣고 잎을 볶는 방법도 행해지고 있다.

## 성분
커피의 65%에 해당하는 카페인(200ml 당 80mg)이 들어있다.
마테나무는 칼슘과 철분 등 무기질이 많은 토양에서 자라기 때문에 철분 칼슘 마그네슘 등의 무기질이 많이 포함되어 있다.
특히 철 함유량이 매우 높다. 마테에는 우리가 자주 마시는 녹차의 5배에 달하는 철 함유량을 가진다. 특히나 다른 차에는 철의 흡수를 방해하는 탄닌 성분이 들어있는데 반해 마테에는 탄닌이 거의 들어 있지 않아서 철분이 부족할 때 음용하면 도움이 된다.
마테의 많은 영양물의 상호작용이 학문적으로 체계적인 연구단계를 거친 것은 아니지만 실생활 속에서 영양학적으로 적용한 사례는 아주 많다. 마테나무 잎은 주식으로 사용되면서 빵과 야채같은 중요한 음식물을 대체한 샐러드로 이용된다. 마테는 포만감을 느끼게 해주어 식사를 충분히 한 것만큼의 활력을 얻을 수 있다. 평화유지군 대원들은 몇가지 사례들을 보고하는데 원주민들이 하루에 아주 적은 양의 한끼 식사를 먹는다 해도 오랜 건기와 굶주림 동안에도 건강을 유지하는 여러 사례들이 많은 양의 마테를 마심으로써 가능한 것임이 밝혀졌다. 때문에 가난한 남미 엄마들은 마테를 어린 자녀들의 일상음식에 포함시키도록 노력한다.

## 마시기
녹차와 같은 방법으로 뜨거운 물에 우려서 마시는 것을 기본으로 한다.
녹차의 경우에는 한번 우려낼때 차 성분의 60%가 추출되므로 더 우려내면 그 맛과 향이 떨어지지만 마테의 경우에는 성분이 추출되는 시간이 느리기 때문에 5,6 번 우려내서 음용할 수 있다. 아직 보편화 되지않은 국내에서는 티백으로 판매되고 있으며 최근에는 잎차를 수입해 판매하는 곳도 있다. 최근에는 레몬, 우유, 설탕, 등을 넣어 홍차처럼 만들어 마시기도 한다.
잎차로 마시는 방법
전통적으로 마테는 마테라고 불리는 동명의 전용용기에 봄비야하는 금속 빨대를 사용해서 마신다. 개인적으로 마테잎을 용기에 담아서 가지고 다니면서 마실 수 있다. 또 마테는 공동체를 결속해 주는 역할을 하는데 여러명이 함께 마시기를 즐기면서 같은 마테컵을 공유하면서 사람들간의 결속을 다지고 우리 사람으로 받아들인다는 표시로 사용되기도 한다.

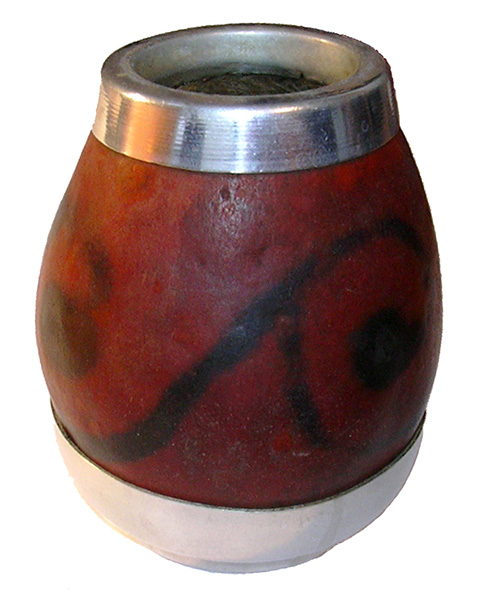
마테(스페인어: mate)/
쿠이아(포르투갈어: cuia)
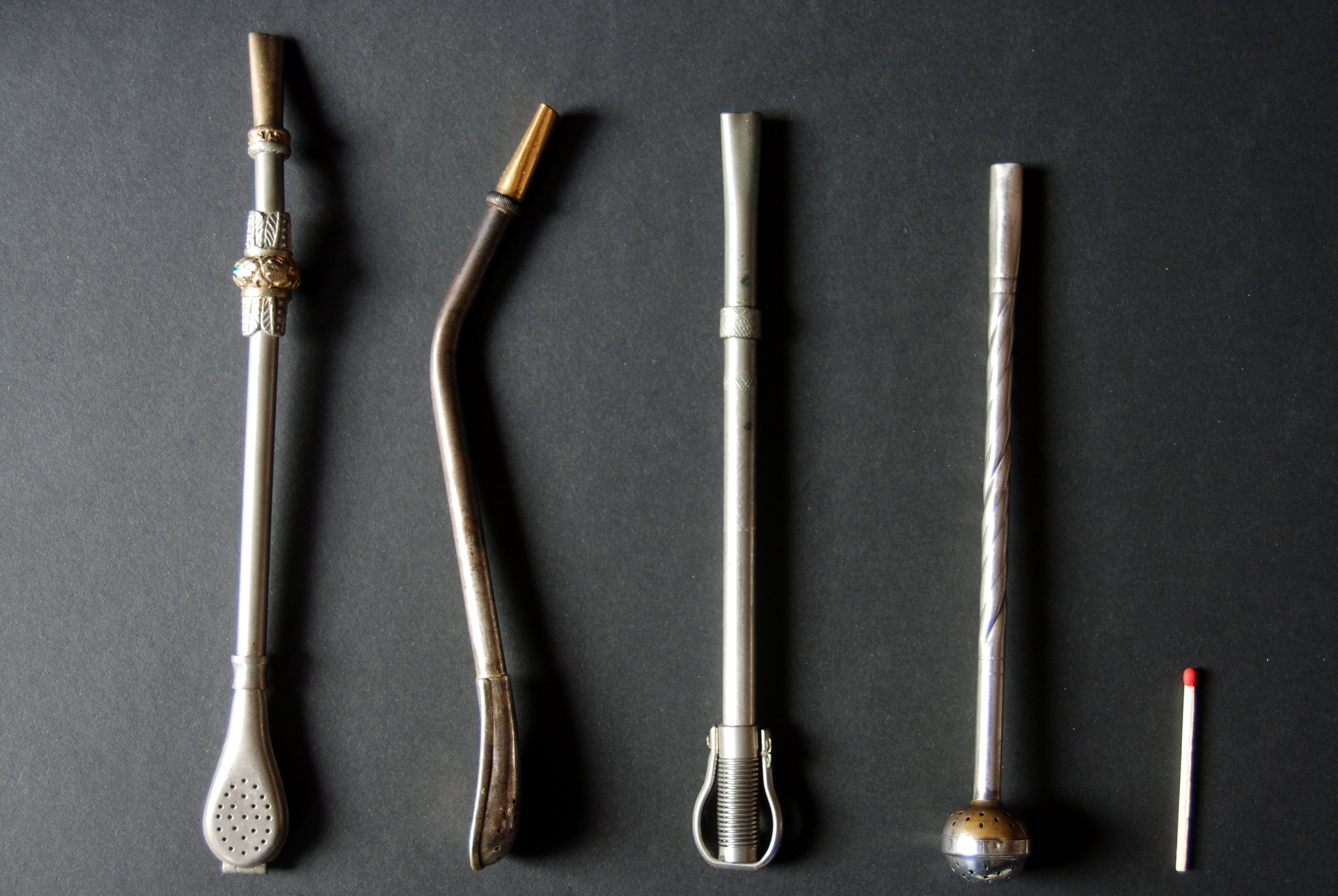
봄비야(스페인어: bombilla)/
봄바(포르투갈어: bomba)

## 효능
식욕 억제
마테에는 우리 몸에 필요한 미네랄, 비타민 등의 영양소가 풍부하게 들어 있고, 음용시에 포만감이 빨리 들기 때문에 식사 전에 마시면 식욕을 조절해 주는 기능을 한다. 때문에 유럽에서는 다이어트 차로 각광을 받고 있으며 최근에는 한국에도 웰빙차로 각광을 받고 있다. 다이어트를 시행중인 사람이 마테를 다이어트 보조제로 이용하면 다이어트 효과를 증진 시킬 수 있고 부작용도 줄여 준다.
성인병 예방
마테에는 우리 몸의 신진대사에 있어 산소에 의한 당분해를 일정하게 유지시켜 주는 능력이 있다. 그 결과 몸에 젖산이 쌓이는 속도를 지연시켜 주기 때문에 근육이 쉽게 피로를 느끼지 않으며 콜레스테롤 수치와 혈당을 낮춰주어 피부를 좋게 하며 성인병 치료와 예방에 좋은 효과를 나타낸다.
카페인
알려져 있는 것과 달리 마테인은 카페인의 이성질체가 아니라 카페인의 다른 말이다. 커피보다는 함유량이 적으나 과다 섭취 시 카페인의 부작용이 있을 수 있다.

## 부작용
흡연 또는 음주를 하는 사람에게는 암 발병률을 높일 수 있다. 임산부, 수유부, 어린이는 섭취를 최소화해야한다고 조언하는 경우가 있다. 마테는 같이 복용하는 약품의 효능을 낮출 수 있다.

## 같이 보기
- 마테차
- 테레레